# チャンネル1
『チャンネル1』（チャンネルワン 別称に『KNBワイドニュース・チャンネル1』）は、1971年4月5日から1988年4月2日まで北日本放送（KNBテレビ）で放送された報道番組・情報番組である。

## 概要
富山県の民放テレビ局として初の夕方の大型報道・情報番組として放送を開始。1974年3月30日までは18:20から19:00で、途中にフロート番組として『NNNニュースフラッシュ』と『NNN国際ニュース』を挿入、1974年4月1日以降は全国ニュースを分離して、18:00 - 18:30（平日）に放送された。土曜版は1973年4月7日よりネットを開始し、1985年10月5日からは18:00 - 18:30での放送となった。
県内におけるその日1日の動きや、県内の最新の問題点などに鋭いメスを入れる解説などを展開。番組開始当初はローカル枠25分とNNNの全国ニュース枠15分をシームレスでつなぎ、一体感を演出した。視聴者に親しまれ、『ビバ!クイズ』と並ぶKNB夕方の看板番組となった。題名は、KNBアナログテレビ放送のチャンネルから取ったものであった。
放送開始にあたっては、KNBの幹部が青森放送を視察し、『RABニュースレーダー』のビデオテープを借りて研究会を開いた上でこの番組が誕生した。
この番組の成功で、富山テレビの『こんばんは!とやま6:30』など他局のニュースワイド番組制作にも影響を与えた。
1987年10月5日から全国ネットニュース『NNNライブオンネットワーク』を内包して1時間枠（18:00 - 18:55）で放送されていたが、1988年4月2日に終了。17年の放送に幕を降ろした。

## 出演者
- キャスター
  - 広瀬正一[4]
  - 大谷洋右
  - 池田勉[6]
- アシスタント
  - 上田順子[4]
  - 河原裕子[4]
  - 大割郁代[6]